# Tuinen van Domitia
De Tuinen van Domitia (Latijn:Horti Domitiae) waren de privé-tuinen van Domitia, de vrouw van keizer Domitianus. Zij liet de tuinen aanleggen op de rechteroever van de Tiber. Op dit terrein werd een aantal jaren later het Mausoleum van Hadrianus gebouwd. De tuinen stonden nog tot in de tijd van Aurelianus bekend onder hun oorspronkelijke naam.